# تملن عصبي جلدي
التملن العصبي الجلدي اضطراب خلقي يتميز بوجود شامات ميلانينية خلقية على الجلد وأورام الخلايا الميلانينية في السحايا الرقيقة للجهاز العصبي المركزي. قد تحدث هذه الآفات في اللوزة الدماغية والمخيخ والمخ والجسر والنخاع الشوكي للمرضى. رغم عدم ظهور أعراض عادةً، تظهر الخباثة على شكل ورم ميلانيني في السحايا الرقيقة لدى أكثر من نصف المرضى. بغض النظر عن وجود ورم خبيث، يكون مآل المرضى الذين يعانون من التملن العصبي الجلدي المترافق بأعراض سيئًا مع خيارات علاج محدودة. يُعتقد أن الإصابة بالتملن الصعبي الجلدي يرتبط باضطراب في النمو التالي للزيجوت للأرومات الميلانينية وبحدوث طفرات في الجين إن آر إيه إس.

## العلامات والأعراض
يرتبط التملن العصبي الجلدي بوجود إما شامات ميلانينية خلقيّة ضخمة أو شامات غير ضخمة في الجلد. تشير التقديرات إلى أن التملن العصبي الجلدي موجود لدى نسبة 2-45% من المرضى الذين يعانون من الشامات الميلانينية الخلقية الضخمة. يبدو أن خطر إصابة المرضى الذين يعانون من الشامات الملانينية الخلقية غير الضخمة أقل بكثير، ولكنه غير محدد. من بين هؤلاء المرضى، قلةٌ فقط تظهر لديهم الأعراض، عادةً قبل سن الثانية. تحدث هذه الأعراض نتيجة آفات الخلايا الميلانينة الموجودة في السحايا الرقيقة ضمن الجهاز العصبي المركزي. يمكن أن تشمل الأعراض:
- وذمة حليمة العصب البصري
- شلل قحفي
- صداع
- إقياء
- نوبات

قد تظهر أعراض أخرى مرتبطة بارتفاع الضغط داخل القحف. يبدو أن هذه الأعراض موجودة بغض النظر عن وجود ورم خبيث في مخازن الميلانين ضمن الجهاز العصبي المركزي.
يعاني نحو 10% من مرضى التملن العصبي الجلدي من متلازمة داندي ووكر وتشوه داندي ووكر المرتبط بها. يشمل هذا التشوه تضخم حفرة القحف الخلفية والبطين الرابع مع عدم تكوّن دودة المخيخ. قد تكون الشذوذات التي تصيب السحايا الرقيقة أثناء نمو الجنين جراء الإصابة بالتملن العصبي الجلدي سببًا في زيادة حدوث تشوه داندي ووكر. يعد استسقاء الرأس أكثر الأعراض شيوعًا والمرتبطة بكل من التملن العصبي الجلدي وتشوه داندي ووكر، إذ يصيب اثنين من كل ثلاثة مرضى.

## العلاج
بمجرد ظهور الأعراض على المصاب بالتملن العصبي الجلدي، يصعب تحسين المآل إذ لا يوجد علاج فعال لهذا الاضطراب. صُممت معظم العلاجات لتدبير الأعراض المرافقة للاضطراب، وخاصةً المرتبطة باستسقاء الرأس. تعد التحويلة البطينية الصفاقية لتخفيف الضغط داخل القحف الطريقة المفضلة.
أثبت أن العلاج الكيميائي والعلاج الإشعاعي غير فعالين في حالات الإصابة بالتملن العصبي الجلدي عند وجود ورم خبيث. بالإضافة إلى ذلك، نظرًا لارتشاح هذه الآفات ضمن للجهاز العصبي المركزي بشكل تام، لا يعتبر الاستئصال الجراحي خيارًا ممكنًا.

## المآل
أغلب المرضى الذين يعانون من التملن العصبي الجلدي لا يعانون من أعراض، لذلك، يكون لديهم مآل جيد مع مضاعفات قليلة. تبقى معظم الحالات غير مشخصة، فالبيانات النهائية غير متوفرة. بالنسبة للمرضى الذين يعانون من أعراض، يكون المآل أسوأ بكثير. في المرضى الذين لا يعانون من ورم ميلانيني، يموت أكثر من 50% خلال 3 سنوات من ظهور الأعراض، بينما يبلغ معدل الوفيات لدى المصابين بورم خبيث 77% مع ظهور الأعراض على معظم المرضى قبل سن الثانية.